# Leiurus saharicus
Espèce
Leiurus saharicus est une espèce de scorpions de la famille des Buthidae.

## Distribution
Cette espèce est endémique du Mali. Elle se rencontre vers Taoudeni et Trhâza.

## Étymologie
Son nom d'espèce lui a été donné en référence au lieu de sa découverte, le Sahara.

## Publication originale
- Lourenço, 2020 : « A remarkable new species of Leiurus Ehrenberg, 1828 from the north deserts of Mali (Scorpiones: Buthidae). » Revista ibérica de aracnología, no 37, p. 147-152.